# Kuanrmunda
Kuanrmunda es una  ciudad censal situada en el distrito de Sundargarh en el estado de Odisha (India). Su población es de 9043 habitantes (2011). Se encuentra a 283 km de Bhubaneswar y a 14 km de Raurkela. 

## Demografía
Según el censo de 2011 la población de Kuanrmunda era de 9043 habitantes, de los cuales 4612 eran hombres y 4431 eran mujeres. Kuanrmunda tiene una tasa media de alfabetización del 79,59%, superior a la media estatal del 72,87: la alfabetización masculina es del 86,13%, y la alfabetización femenina del 72,78%.